# Würmtalstraße (München)
Die Würmtalstraße ist eine Innerorts- und Ein- und Ausfallstraße im Stadtbezirk Hadern (Nr. 20) von München.

## Verlauf
Die Straße verläuft in Verlängerung der Waldfriedhofstraße von der Fürstenrieder Straße nach Westen bis zur Stadtgrenze.

### Weiterer Verlauf in Planegg/Martinsried und Gräfelfing
An der Stadtgrenze geht die Straße in die Würmtalstraße (Planegg) über, die die Nordgrenze des Ortsteils Martinsried zur Gemeinde Gräfelfing bildet. Dabei lässt sie die Straße Am Klopferspitz parallel zur Münchner Stadtgrenze nach Süden abzweigen, weiter westlich die Lochhamer Straße, der gegenüber nach Norden auf Gräfelfinger Gebiet der Neurieder Weg abzweigt. Nach Querung der Gemeindegrenze zu Gräfelfing führt sie ohne Änderung des Namens als Würmtalstraße (Gräfelfing) bis zur Kreuzung mit der Planegger Straße/Pasinger Straße, wo sie in die Bahnhofstraße übergeht.

## Öffentlicher Verkehr
Die U-Bahn-Linie U6 mit den Stationen U-Bahnhof Holzapfelkreuth und U-Bahnhof Haderner Stern verläuft rund 200 m nördlich unter der Guardinistraße. Sie kreuzt die Würmtalstraße wieder bei der Kreuzung mit der Waldwiesenstraße und der Sauerbruchstraße mit dem U-Bahnhof Großhadern und führt derzeit noch zum Klinikum Großhadern (Weiterbau nach Martinsried im Gang). Die Buslinie 268 verkehrt durch die Straße.

## Namensgeber
Die Straße ist nach dem von der Würm durchflossenen Würmtal im Südwesten von München benannt.

## Charakteristik
Die bis zur Kriegerheimstraße getrennte Richtungsfahrbahnen aufweisende Straße teilt die Bezirksteile Neuhadern (nördlich) und Großhadern (südlich). Sie setzt die Waldfriedhofstraße nach Westen fort, führt zunächst an der Nordseite des Waldfriedhofs vorbei, setzt sich durch das Zentrum von Großhadern fort und verläuft dann nördlich Klinikums Großhadern zur Stadtgrenze, jenseits derer sie auch auf dem Gebiet der Gemeinden Planegg und Gräfelfing ihren Namen beibehält. Bis zu ihrer Abstufung war sie Teil der Staatsstraße 2343. Auch heute noch ist sie die kürzeste Verbindung vom Münchner Stadtzentrum nach Gräfelfing (das allerdings über die Bundesautobahn 96 schneller erreicht wird).

## Geschichte
Die Waldfriedhofstraße wurde in den frühen 1900er Jahren vollkommen neu angelegt, da sie nicht einmal als Feldweg existierte, um die gerade begonnene Anlage des Waldfriedhofs mit dem Sendlinger Gebiet der Stadt zu verbinden. Wichtig war für deren Planungsphase auch, dass die Heilmann’sche Immobilien-Gesellschaft die Siedlung Holzapfelkreuth in Angriff nehmen wollte. Im Jahr 1904 wurde die Trambahnlinie zum Harras bis zum Nordosteck des in Bau befindlichen Waldfriedhofs durch die Straße verlängert. Mitte der 1900er Jahre verlängerte man die Straße unter der Bezeichnung Würmtalstraße bis zum Ortskern von Großhadern. Diese bestand bis zu dieser Zeit auch noch nicht einmal als Feldweg. Die Topographischen Karten Bayern 1:25.000 aus den Jahren 1907–1914 weisen die Trasse der Würmtalstraße bis zum damaligen Dorf Großhadern, aber noch nicht die Fortsetzung nach Gräfelfing aus (die Hauptverbindung in das Würmtal verlief seinerzeit ersichtlich über Martinsried nach Krailling, während ein Weg über die heutige Gräfelfinger Straße und die Großhaderner Straße in Gräfelfing und ein weiterer am Südrand des Lochhamer Schlags entlang Richtung Steinkirchen führte). Bis in die 1900er Jahre führte die Ortsverbindung nach Sendling und München über die heutigen Gräfelfinger Straße, Guardinistraße (östl. Ende), Ehrwalder Straße und Treffauer Straße zur Forstenrieder Straße (heutige Albert-Roßhaupter-Straße) am heutigen Partnachplatz.

## Denkmalgeschützte Bauwerke

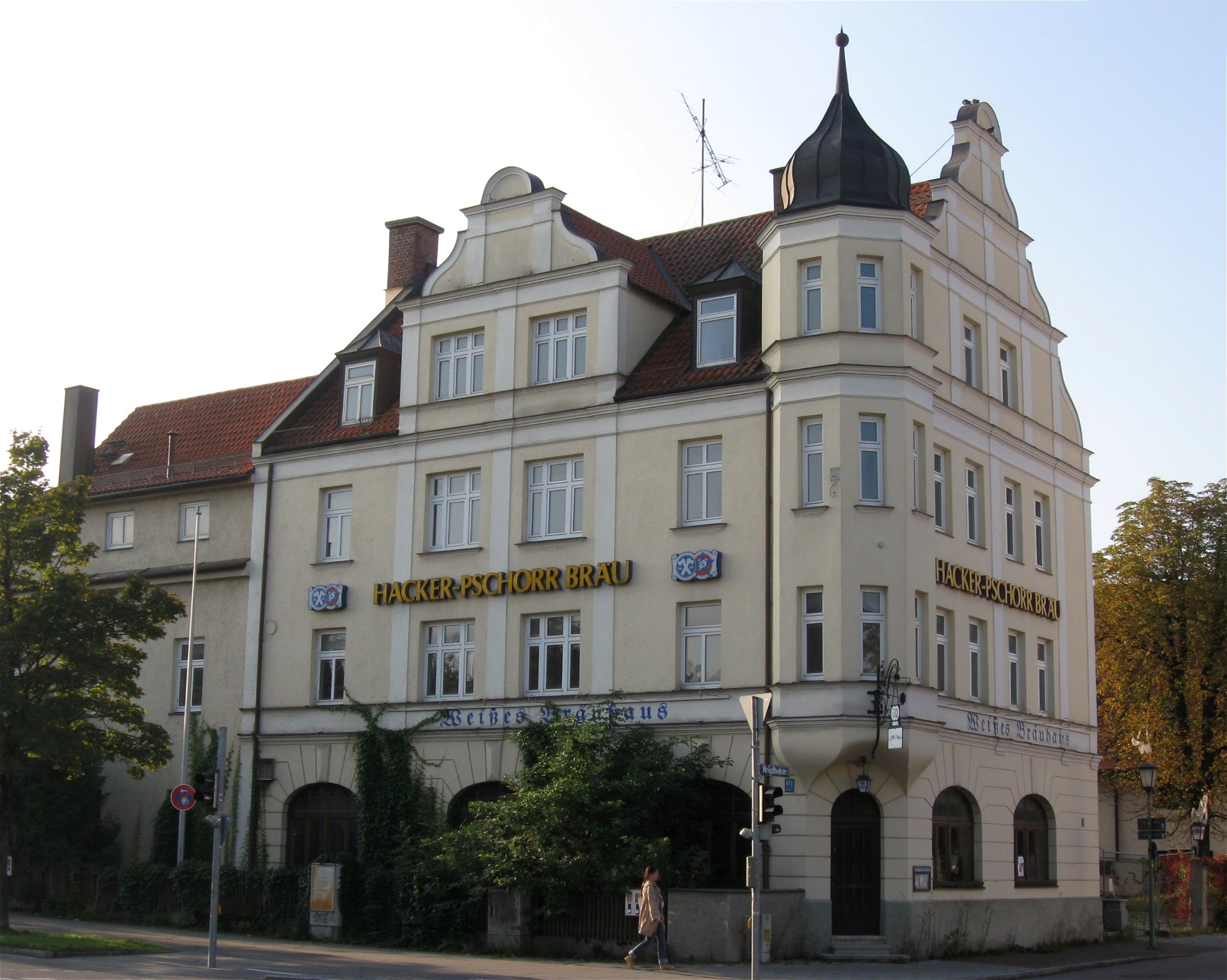
Weißes Bräuhaus

- Nr. 113: Weißes Bräuhaus, 1903 erbaut und 1927 erweitert
- Nr. 126: ehemaliges Rathaus Großhadern

### Sonstige Bauwerke
- Hausnr. 2: ehemalige Restauration Waldschlösschen – Holzapfelkreuth, jetzt Osteria.
- Fakultät für Chemie und Pharmazie der Ludwig-Maximilians-Universität linkerhand vor der Stadtgrenze (vor dem Campus Martinsried).

### Gebäude in der Nähe

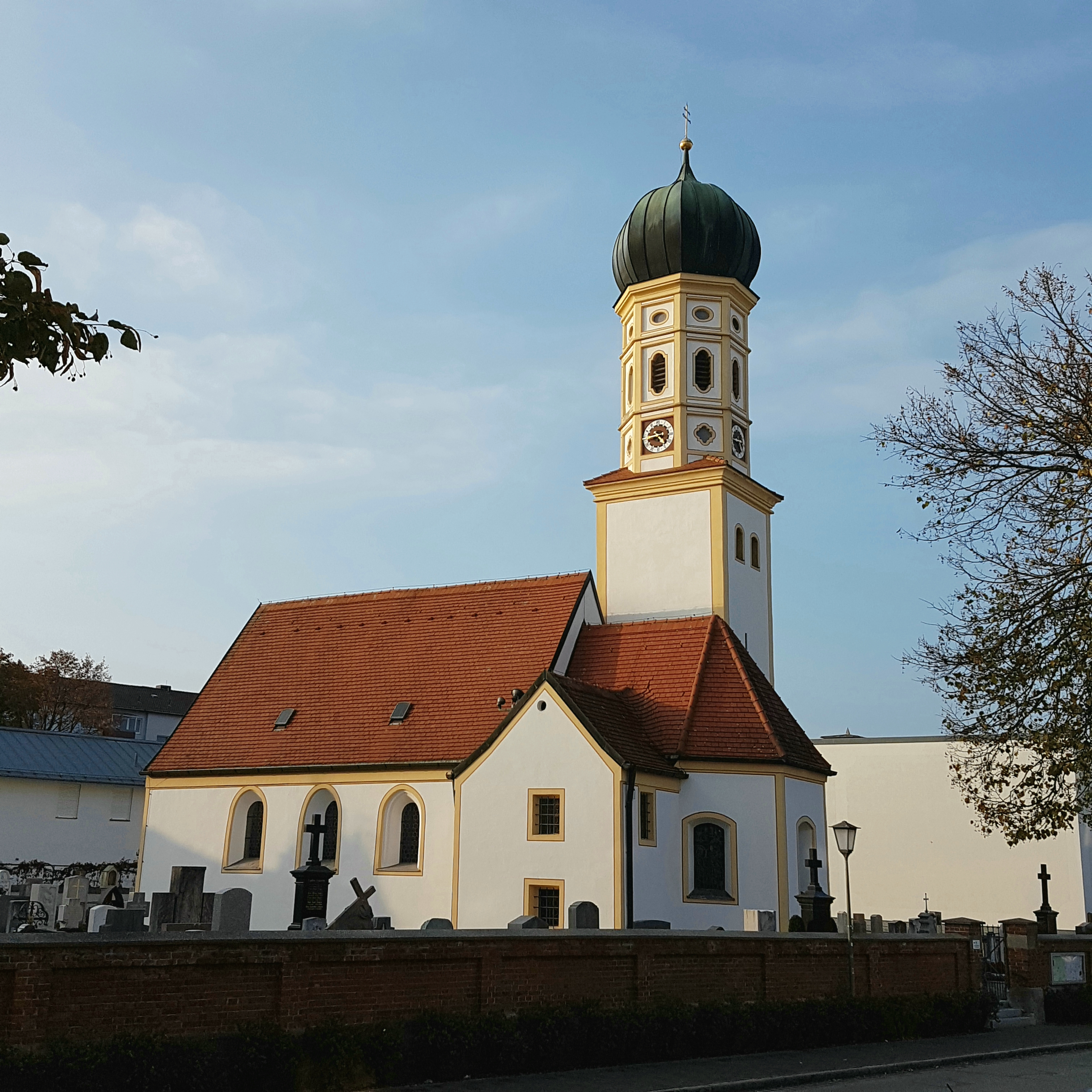
St Peter in Großhadern

- Filialkirche St. Peter (Großhadern) an der Heiglhofstraße.